# 瀍河回族区
瀍河回族区（てんか-かいぞく-く）は中華人民共和国河南省洛陽市に位置する市轄区。

## 行政区画
- 街道:東関街道、瀍西街道、五股路街道、北窯街道、塔湾街道、楊文街道、華林街道
- 民族郷:瀍河回族郷

## 交通

### 鉄道
- 中国国家鉄路集団
  - 隴海線
    - 洛陽東駅
- 洛陽軌道交通
  - 1号線

### 道路
- 国道
  - G310国道（中国語版）